# Alberto IV, conde de Habsburgo
Alberto IV  (c. 1195-Ascalón, 22 de noviembre de 1240) fue un conde de Habsburgo y landgrave de la Alta Alsacia, hijo de Rodolfo II el Anciano y de Inés de Staufen.
A la muerte de Rodolfo II el Anciano (1232), las posesiones de las Habsburgo se dividieron entre sus dos hijos. El mayor, Alberto, heredó los dominios de Alsacia y de Argovia así como el título de conde de Habsburgo. Su hermano Rodolfo III recibió los territorios de Alemania del Sur (Brisgau), fundando así la rama de los Habsburgo-Laufenbourg, que desapareció a principios del siglo XV.
Murió en 1240 en la cruzada dirigida por Teobaldo I de Navarra.

## Matrimonio
Se casó en 1217 con Helviga de Kiburgo, condesa de Kybourg, hija de Ulrico III de Kiburgo y de Ana de Zahringen. De su unión, nacieron los siguientes descendientes:
- Rodolfo I del Sacro Imperio
- Alberto V
- Hartmann
- Cunegunda casada con Otón III
- Élisabeth casada con Federico IV de Hohenzollern
- Clementina casada con Konrad I. (Nürnberg) (1186–1260/61), Burggraf von Nürnberg